# Prosthechea calamaria
Prosthechea calamaria es una orquídea epífita originaria de América.

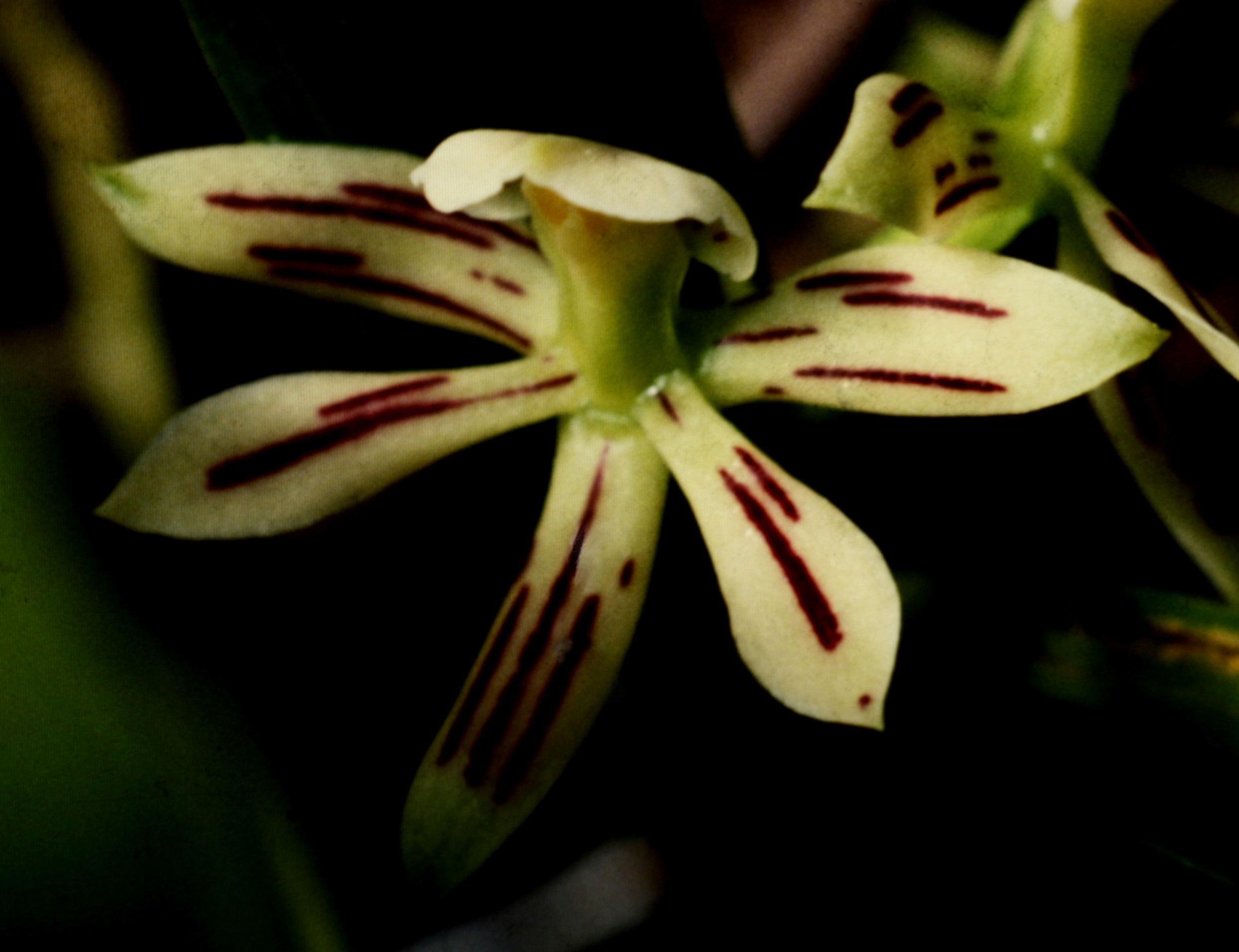
Flor

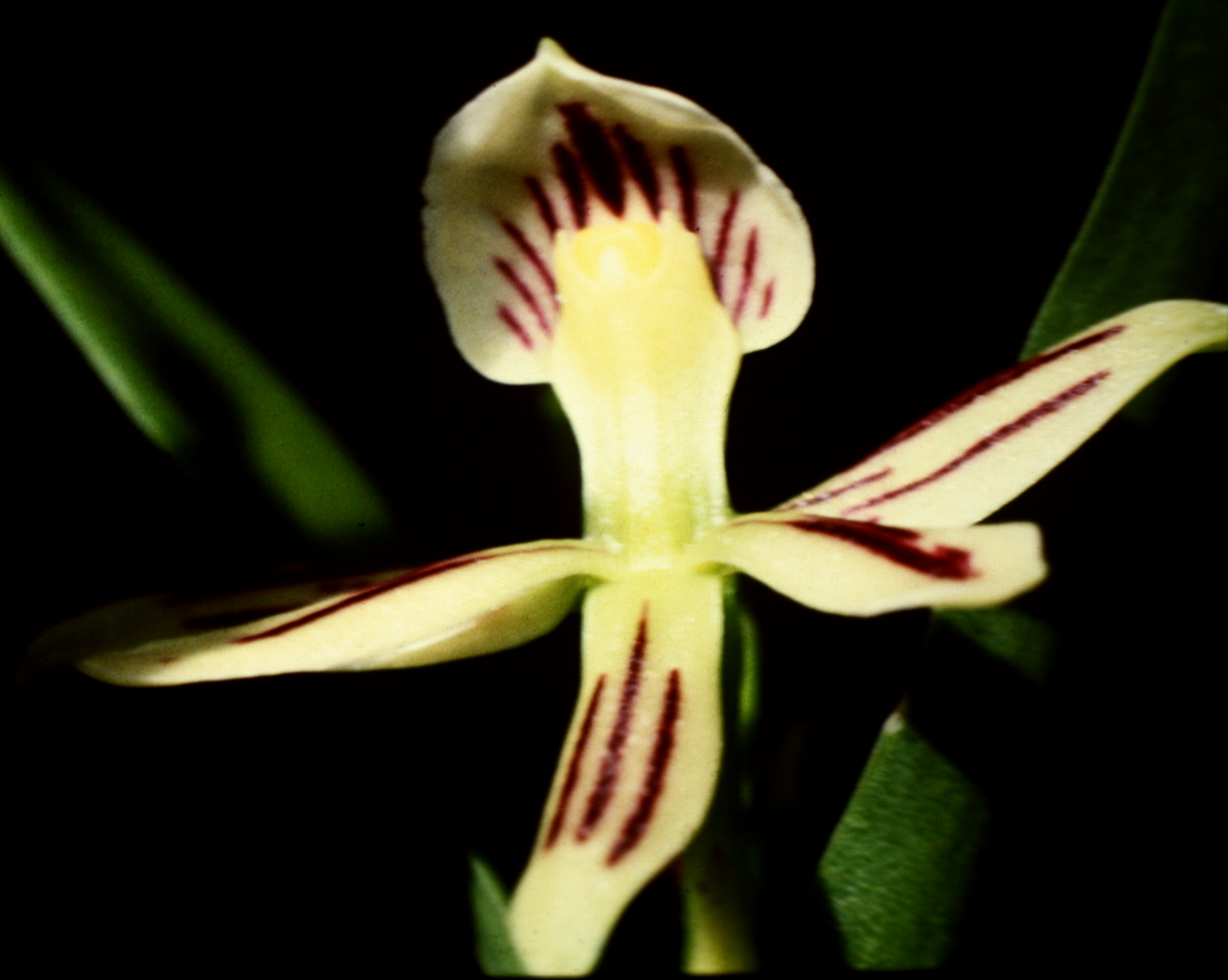
Detalle de la flor

## Descripción
Es una orquídea de mediano tamaño con hábitos de epifita y con pseudobulbos  fusiformes o forma de husillo, ligeramente comprimido, de color verde brillante y que tiene de 2 a 3 hojas, liguladas a estrecho oblanceoladas,  obtusas o subagudas. Florece en el otoño de Brasil en una inflorescencia terminal de 2 a 4 cm  de largo, racemosa, con pocas  flores que surgen en un pseudobulb maduro y llevando 4 a 7 flores no resupinadas cerca de las hojas.

## Distribución y hábitat
Se encuentra en  Brasil, Colombia, Bolivia y Venezuela en las ramas gruesas o principales troncos de árboles en las selvas tropicales en las elevaciones de 220 a 1.400 metros.  

## Taxonomía
Prosthechea calamaria fue descrito por (Lindl.) W.E.Higgins y publicado en Phytologia 82(5): 377. 1997[1998].
Etimología
Prosthechea: nombre genérico que deriva de las palabras griegas: prostheke (apéndice), en referencia al apéndice en la parte posterior de la columna.
calamaria: epíteto latíno que significa "como cañas".
Sinonimia
- Anacheilium calamarium (Lindl.) Pabst, Moutinho & A.V.Pinto
- Anacheilium punctiferum (Rchb.f.) F.Barros
- Anacheilium punctiferum (Rchb. f.) Pabst, Moutinho & A.V. Pinto
- Encyclia calamaria (Lindl.) Pabst
- Encyclia organensis (Rolfe) Pabst
- Encyclia pipio (Rchb.f.) Pabst
- Encyclia punctifera (Rchb.f.) Pabst
- Epidendrum calamarium Lindl.
- Epidendrum calamarium var. brevifolium Cogn.
- Epidendrum calamarium var. latifolium Cogn.
- Epidendrum calamarium var. longifolium Cogn.
- Epidendrum organense Rolfe
- Epidendrum pipio Rchb.f.
- Epidendrum punctiferum Rchb.f.
- Hormidium calamarium (Lindl.) Brieger
- Pollardia tripunctata Withner & P.A.Harding
- Prosthechea pipio (Rchb.f.) W.E.Higgins
- Prosthechea punctifera (Rchb.f.) W.E.Higgins[3][4]